# Papp Bertalan (festő)
Papp Bertalan, Papp Bertalan Vilmos, névváltozat: Pap (Sárospatak, 1880. november 26. – Újpest, 1913. május 28.) festőművész.

## Életútja
Sárospatakon, szegény családból született Papp Ferenc nyomdász és Patonai Zsuzsanna fiaként. Otthon iparos pályára szánták, Papp Bertalan azonban ennek ellenére ment Budapestre és az Iparművészeti iskolába iratkozott. Természetesen küszködnie kellett és csak nagy erőlködésekkel tarthatta magát e pályán. A nehézségeket azonban legyőzte energiája és heves rajongása a művészet iránt. Ilyen áron jutott aztán mind előbbre. A képzőművészeti iskolában Balló Ede és Zemplényi Tivadar tanítványa volt, itt már feltűnt. Pályája kezdetén fametszeteket, majd portrékat, életképeket készített. Amikor 1910-ben kiállított, a Műcsarnok Harkányi-díját nyeri el. Majd amikor Benczúr Gyula vette magához, két évre rá, aktos kompozíciójával az Erzsébetvárosi Kaszinó díját kapta. Halálát hashártyagyulladás okozta. Műveit a Magyar Nemzeti Galéria őrzi.